# 国家

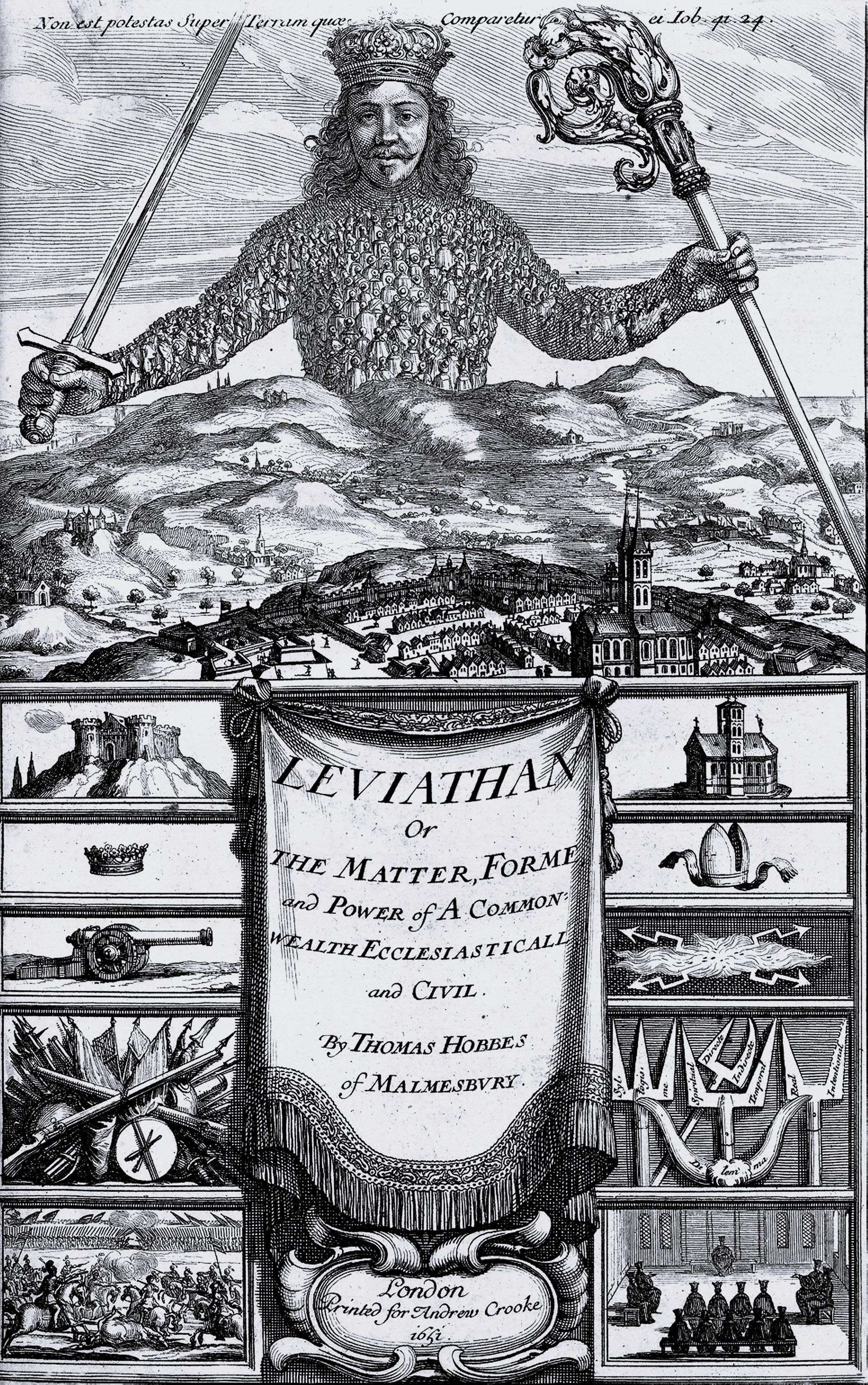
托马斯·霍布斯的利维坦的卷首插画

国家，又称国或邦，廣義而言，国家是指拥有共同的语言、文化、种族、宗教、领土、政权或历史之社会群体；狹義而言，国家為一定范围内的人群所形成的共同体。一般国家以行政管理当局為其象徵，係擁有社會治理權力的国家机构，在一定的领土內擁有內外部主權。在現代，國家的形式為主權國家。

## 定義
在國際法上的國家實體必須具備以下條件：
- 「人口」，即常住于该国的人。
- 「領土」，由國家持有並管理之地理位置，包含固定领土（例如土地）和浮動領土（延伸領土，例如隶属于该国的船舶和航空器）。
- 「政府」，代表國家行事的機構體系。
- 「主權」，對內擁有統治權，對外具有与其他国家建立关系的能力。

## 词源
在古漢語中原有「國」或「邦」的單字，原義為城市或城市領土邊界，為封建制下諸侯的封地。因為領土採世襲傳承，與「家」結合，成為複合詞「國家」，意為由某個家族建立的世襲王朝。在中國清代之前，認為世界所有領土皆由皇帝擁有，因此沒有明確的國家概念，古漢語中的「國家」不完全與現代一致。現代漢語所說的國家，其意義主要起源於歐洲16世紀至19世紀間的各種政治學說，在19世紀中後期由歐洲國家與美國陸續傳入中國。

### 漢語
汉语中“国家”一词，上古稱為國，甲骨文本字為戓（後來發展為或字），象徵執武器守衛領土。在金文中加入「囗」（即「圍」），象徵城牆，形成現在的國，有城邦、城市、都城之意。域也是由此分化出來。另外又有邦字，與國同義，甲骨文本義為在田野疆界上種植的樹木，金文轉變為丰加上邑，強化領土與邊界的概念，後轉化為指諸侯的封地。
汉语古代“国”的涵义类似但不等同于現代观念中的“国家”，而“国”与“家”在最初是有区分的。如《周易》：“是以身安而國家可保也”。“国”從部落聯盟的氏族土地，至商周成為對其諸侯封地。秦漢以後以一國而統天下，由於儒家文化強調“家國同構”，家又指家庭、家族，從而形成了“家”“国”並提的條件，“國家”指一國整體，如西漢劉向《說苑》：“苟有可以安國家，利人民者”，《明史》：“國家正賴公耳”。但是中国古籍中出现的“国家”指由某個姓氏家族形成的王朝，并非近代民族国家的观念。在西学东渐时，才用“国家”一词附会西方的state。

### 歐洲語言
在英語中，有數個單詞可以對應到漢語中的國家。

#### country
最常見的是 ，本義為一塊有特定範圍的土地，類似於罗曼语族的法語：、西班牙語：，皆是領土的意思，與漢語「國」的原始意義接近，這個單字可以指在主權國家之下的一個特定區域，也可以指獨立國家（sovereign country）的領土，經由引申，成為國家的意思。country一词并不只代表主权国家，在形容主权国家时，翻译为国家；而在用于形容争议地段或者无主权地区时，翻译为地区。

#### state
另一個同義字英語：，是政治學上常用的術語。歐洲語言中，英語、法語、德語、西班牙语等是政治學詞彙，有多重意義，可以指在一套政府下的政体。
最早来自于意大利思想家馬基雅維利所用的義大利語：一詞，该词来自于拉丁語：，本義為「現狀」。 是政府的一般化形式，指的是一個在法理上如同一個單一整體運作的組織群體，這個組織中的成員有共同的認同，採取共同行動。得用以指稱地方政府，如行省，可以指聯邦制國家下的個別成員，也可以用來指一個國家。一個擁有主權的國家，稱為主權國家。一些state是有主权的（称为主权国）。而另一些state则受外部主权或霸权的约束，其中最高权力在于另一个国家，例如構成國及諸侯國。蘇聯內的state，有俄羅斯、白俄羅斯與烏克蘭等多個國家，他們也都是聯合國會員，使得蘇聯一國具有聯合國的三票。此外，state也可以指政区。
在联邦制中，state一词有时被用来指组成联邦的成员政体(此类中使用的其他术语可能包括“省”、“地区”或其他术语)。
“state”这个词以及它在其他一些欧洲语言中的同源词(意大利语中的stato，西班牙语和葡萄牙语中的estado，法语中的etat，德语中的Staat)最终来源于拉丁语“status”，意思是“条件（condition）、环境（circumstances）”。
英语名词“状态/国家（state）”在一般意义上“条件，情况”先于政治意义。它从古法语和直接从拉丁语引入到公元1200年的中古英语。
随着14世纪欧洲罗马法的复兴，这个词开始用来指人的法律地位(例如各种“领域等级”——贵族、普通和牧师)，特别是指国王的特殊地位。例如路易十四就曾說過l'Etat, c'est moi(“I am the State”)。最高的阶层，通常是那些最富有和社会地位最高的阶层，是那些掌握权力的阶层。这个词还与罗马思想(可以追溯到西塞罗)有关“公共事务的重要身份”(status rei publicae)。随着时间的推移，这个词不再涉及特定的社会群体，而与整个社会的法律秩序和法律执行机构联系在一起。
受马基雅维利及其《君主论》的影響，使“state”一词開始代指國家。在17世纪30年代，北美殖民地被称为“州”（state）。
在學術界上沒有state最適當定義的共識。“state”一词指的是一套不同的，但相互关联的，经常重叠的理论，关于一定范围的政治现象:9-10而定义这个术语的行为会被视为意识形态冲突的一部分，因为不同的定义会导致不同的国家功能理论，并因此验证不同的政治策略。:10-11。佩因特的认为：“如果我们在一个地方或时代定义state的‘本质’，我们很容易发现，在另一个时间或空间，同样被理解为state的东西具有不同的‘本质’特征”。
对state的不同定义往往强调国家的“手段”或“目的”。与经济状况相关的定义包括马克斯·韦伯和查尔斯·蒂利的定义，他们都根据国家的暴力手段来定义国家。在韦伯看来，state“是一个人类社会，它(成功地)声称对特定领土内合法使用武力的垄断”(《政治作为一种职业》)，而蒂利则将它们描述为“使用强制手段的组织”(《胁迫、资本和欧洲国家》)。
与目的相关的定义强调的是国家的目的和目的。马克思主义认为state的目的是阶级统治的永久化，有利于统治阶级，在资本主义生产方式下，统治阶级是资产阶级。国家的存在是为了捍卫统治阶级对私有财产的所有权，以及以无产阶级为代价攫取剩余利润的权利。事实上，马克思宣称“现代state的执行机构只不过是管理整个资产阶级共同事务的委员会”(《共产党宣言》)。
自由思想给国家政体（state）提供了另一种可能的目的论。根据约翰·洛克的观点，国家政体的目标是“财产的保护”(《论政府的第二论》)，洛克作品中的“财产”不仅指个人财产，也指一个人的生命和自由。因此，国家为社会团结和生产力提供基础，通过保障保护个人的生命、自由和个人财产，为创造财富创造动力。提供公共物品被亚当·斯密等人视为国家的核心职能，否则这些产品将得不到充分提供。
大多数人口都在state的体系中存在了几千年，然而，对于大多数史前时代的人类来说，他们生活在无国籍社会中。第一个国家大约出现在5500年前，伴随着城市的快速发展、文字的发明和新的宗教形式的编纂。随着时间的推移，出现了各种不同的形式，为它们的存在提供了各种理由(如神权、社会契约理论等)。今天，现代民族国家是人民服从的主要国家形式。

#### nation
另一個有時被譯為國家的英語词语，原是民族的意義，因為民族國家（英語：nation state）的興起，在某些段落中，也被翻譯為國家。如果就這個字在現代英文中的意義而言，不僅指涉中文的「國家」（即英文的同義字），也可以指涉「民族」（即英文的同義字），而當「民族」以追求獨立自治、建立「國家」為政治目標時，亦可以被理解成「國族」或「民族國家」（即或）
，源自古希臘语（pólis），原意為由公民組成的共同體，這個單字來自古希臘的城邦。

#### commonwealth
另一個同義词，又譯共同體或聯合體，源自于拉丁语“公众事物”（拉丁語：res publica）一词，指經由人民匯集成的共同財富與力量，是國家形成的基礎。

## 概论
在社会科学和人文地理范畴，国家是指被人民、文化、语言、地理区别出来的领土；被政治自治权区别出来的一块领地；一个领地或者邦国的人民；跟特定的人有关联的地区。
依據马克斯·韦伯的定義，國家擁有合法使用對暴力的壟斷。因此國家包括了一些機構，如武裝部隊、公務人員或是國家官僚、法院、和警察等政府机构。在國際關係理論中，只要一國的獨立地位被別國所承認，這個國家便能踏入國際的領域，而這也是證明其自身主權的重要關鍵。
雖然國家一詞通常廣泛用以稱呼所有政府機構或統治行為——古代或現代皆然，但現代國家制度的許多特色要直到15世紀的西歐才開始出現。
在20世紀後期，世界經濟的全球化——人民和資本的流動性、以及許多國際機構的崛起，使得國家的治理能力受限，不過，絕大多數國家依然擁有著基礎的主權職能。故國家依然是政治學研究裡最主要的領域之一，而國家的定義也經常是學者爭論的焦點。
在政治社會學裡，卡爾·馬克思和马克斯·韦伯的理論通常傾向於放寬國家的定義，以增加對於擁有強迫力量機構的重視。
自從19世紀後期以後，全世界所有可居住的土地都已經被各國劃分了；在此之前，大量面積的土地若非無人居住，便是尚未有國家宣稱其主權，又或者只有遊牧民族居住。至2016年為止，全世界已經有近200個國家，其中有197个被普遍承認的主權國家（包括联合国会员国和聯合國觀察員國家），及10个「擁有實際對內主權」但主权具争议国家，其中絕大多數（193）都是聯合國成員。

## 起源
乔纳森·哈斯概括了两种国家起源的模式：一种是冲突论，认为国家的产生源自于解决社会分层制度中的内在冲突的需要；一种是融合论，认为国家的出现是社会协作的需要。
哈斯总结了国家产生的途径，主要有三种：
- 国家的演进是在环境限制和频繁战争中进行的
- 国家的演进是在大量基本生活资料要求输出和交换的基础上进行的
- 国家是在大规模水利灌溉工程中演进的

英国哲学家大卫·休谟则认为，历史上有案可查的国家历史说明，国家起源于少数人使用武力强行对大多数人施行统治。他否认人们因为签署社会契约而形成国家。他认为，在远古的时代，所有人都是没有文化的粗人，没有权利和义务的概念。在那个时候，只有依靠武力才能建立国家。
德国哲学家伊曼纽尔·康德认为，原初分散居住的人为了抵御游牧民族或游民的侵扰而集中居住，形成村庄和城镇，形成社会。这样， 人们开始为了自身安全而组织建构规模较大的社会。他们将自己武装起来，自己管理自己。国家渐渐成型。根据这样的推理，英国社会学家赫伯特·斯宾塞进一步认为，社会里的战争导致形成国家。他声称建立所有古代国家的国王原来都是将军。
卡尔·马克思认为国家是在原始社会晚期私有制产生之后才出现的，之前只有以血缘关系为基础的部落。根据对古代欧洲和中国的考古学和人类学的一些研究，氏族公社向国家的过渡有两种模式：直接从氏族社会中演化形成；从氏族社会解体后出现的酋邦中演化形成。马克思认为，国家满足了占据统治地位的社会阶级对其他阶级实施统治的需要。
最近，还有一种由海外华裔学者于星创立的新理论认为，人类使用语言导致国家的形成。认为自从人类开始使用语言以来，他们就不断利用和开发媒介。媒介延长通讯距离。人们在更大范围通讯，形成更大规模社会。以亲属关系为纽带形成的原始社会解体，以语言为纽带建立的文明社会成型。换言之，组成原始社会里的部落的所有成员必须经由同样的血缘关系而连接在一起，而组成文明社会里的国家的所有成员必须使用同样一种语言。政治语言学采用这个观点。这个观点也是学术界建构正在兴起的政治语言学的理论基础。

## 各個年代形式

### 古代
人類史上首個國家在古埃及，首個帝國則由阿卡德人所建立。而在歐洲，國家歷史起源於古希腊。在古代時，國家有著許多形式，例如希臘時代的國王和軍隊，或者是羅馬的皇帝和貴族。在前4世紀以前的希臘城邦時代，社會的自由人會被授與公民權，這些城邦的「民主」一直持續到亚历山大時代逐漸被各王國攻佔或殖民才結束。
相較之下，羅馬並沒有採用直接民主，但卻從君王體制發展為共和體制，由羅馬貴族主導的元老院進行統治。希臘城邦促成了直接民主的概念，而羅馬則促成了罗马法裡的概念，以及區分私人和公共領域的概念。

### 封建歐洲
羅馬帝國的瓦解使得原有的帝國土地被各地的貴族所分割，這些貴族在政治上、司法上、和軍事上的角色都與經濟生產的組織一致。在中世紀早期，西歐國家的權力被封建制度化，地方的財產所有人經由向領主宣示效忠而獲得土地和政權。在這種情況下，依據馬克思主義的說法，他們的地產便是社會的基礎經濟單位，也等同一個國家。
封建歐洲的國家制度則是由封建主和君王組成的不穩定架構。君王在形式上是主權的首腦，但實際上卻沒有絕對的權力可以進行統治；相反地，貴族和君王間的關係是由不同程度的從屬關係所調解的，也沒有稅賦的中央制度。這種情況確保了統治者都必須得到領土內每個地主的「同意」。而羅馬天主教教會則擁有與統治者同等的立法權力，而不需附屬於現世的權威。因此「現代國家」的概念在中世紀封建時代仍尚未出現。

### 現代
在西方，「現代國家」作為由最高政治權力和既定領土所組成的實體架構，一直要到15世紀後期才開始於西歐發展，並且在獨裁主義和資本主義的崛起中達到高峰。
幾個歐洲的君王國家—都铎王朝統治下的英格兰、哈布斯堡王朝統治下的西班牙、和波旁王朝統治下的法國都展開了各種增強中央集權和經濟控制的計畫，他們逐漸發展出許多在今天被稱為「現代國家」的特色。這種中央集權的過程牽涉到政治邊界的劃分，歐洲的君王們逐漸擊敗其他的權力來源—例如教會或小型諸侯。取代了封建統治下分散的制度，改以大規模、統一的國家來統治逐漸浮現的既定領土。這個過程使高度的中央集權得以發展，並逐漸增加專制君王統治的官僚政治形式，在17和18世紀，現代國家制度的基本特徵已經形成，包括常備軍制度、中央的稅賦制度、外交關係和常駐大使館，以及國家經濟政策的發展—重商主义。
文化和民族的同質化在現代國家制度的發展裡也扮演了顯著角色。自從專制主義時代以來，國家泰半以民族作基礎所組織的。不過，即使是在種族同質化最深的社會裡，國家和民族也不一定能完全符合，因此國家經常主動促進民族主義，強調國民對共同的象徵和民族的認同。
國家的形成究竟是由內部動力和衝突所推動的，或由國際的動力如戰爭、帝国主义、或經濟支配所造成。馬克思主義者通常主張，在這個過程中資本主義的浮現是重要的標誌，這也與民族國家的形成相符合。

## 理论

### 政治哲学
探讨国家本性的政治哲学对国家的界定，主要分为共同体说和契约论两大流派。
将国家視為政治共同体，是自古希腊以来就已经形成的古典政治观念。亚里士多德认为人是在城邦这个共同体中实现价值的，否则，人只是经济动物，而不是真正的人。西塞罗，康德等人认为共和国是人们依照法律结成的具有共同利益的集合体。
契约论者则认为国家是基于个人利益建立的，人们基于某种共同的利益而组成国家，并为实现个人利益而服务。人们通过订立契约的方式寻求和平，国家是“带剑的契约”，用以对违反契约的人进行处罚。霍布斯则将国家称为“利维坦”。

### 當代理論

歐洲的國際政治關係

在政治學裡對於「國家的理論」分為三種：馬克思主義、多元論、和制度主義。這三種理論都被用作解釋國家。有幾個問題使得解釋國家變得相當複雜。首先，國家的定義界線並不完整，而且經常改變。第二，國家並非只是不同團體互相鬥爭的舞台，但也是在團體的外部和內部進行衝突的舞台。一些學者經常提起「國家的利益」，但實際上在國家內部有著各種不同的利益團體，這些團體要並非只是單獨的以國家或社會為中心，而是在公民社會裡的不同團體和不同國家參與者之間所發展出的。

#### 馬克思主義
在近现代的思想史上，无论在分配问题上持何种态度，右翼和左翼的经济学家都极为关注国家的再分配职能，但马克思或许是重要的例外，他认为国家最终必然消亡。
马克思主义认为，国家是社会发展到一定历史阶段出现的，現代國家所扮演的角色是由他們在資本主義社會裡的位置所決定的。許多當代馬克思主義者都引述馬克思在共产党宣言裡的理論—國家是替資產階級管理一般事物的執政機構。而马克思主义对国家的经典定义来自恩格斯的《家庭、私有制和国家的起源》：
国家是表示：这个社会陷入了不可解决的自我矛盾，分裂为不可调和的对立面而又无力摆脱这些对立面。而为了使这些对立面，这些经济利益互相冲突的阶级，不致在无谓的斗争中把自己和社会消灭，就需要有一种表面上驾于社会之上的力量，这种力量应当缓和冲突，把冲突保持在‘秩序’的范围以内；这种从社会中产生但又居于社会之上并且日益同社会脱离的力量，就是国家。
馬克思主義認為国家是阶级矛盾和阶级斗争不可调和的产物，认为國家是统治阶级用来压迫另一阶级、维护自身统治的工具，國家的官方也因此與資本的擁有人享有相同的利益，並藉由政治和人與人之間的綑綁來連結兩者。列宁认为：“国家是一个阶级压迫另一个阶级的暴力机器，是使一切被支配的阶级受一个阶级控制的机器。”认为在资产阶级统治的国家不可能取得真正的民主自由，主张通过暴力革命推翻现阶段的资产阶级统治的国家，建立由无产阶级专政的国家，实现大多数无产阶级对少数的资产阶级的专政，并认为在此基础上，国家会逐渐成为一种不需要的东西并逐渐消亡。在这一点上共产主义与无政府主义有着共同点，即都主张消灭国家，但列宁批判无政府主义者是要一夜之间取消国家而不采用暴力革命的手段。在一篇同无政府主义者的论战中，他写道：
马克思在驳斥无政府主义者时，仅仅是反对这样地‘废除’国家！马克思完全不是反对国家将随阶级的消失而消失，或国家将随阶级的废除而废除，而是反对要工人拒绝使用武器，拒绝使用有组织的暴力，即拒绝使用应为‘粉碎资产阶级的反抗’这一目的服务的国家。
相較之下，其他一些馬克思主義理論家則聚焦於「誰控制國家才正當」的問題。希臘的新馬克思主義理論家尼科斯·普蘭察斯認為，資本主義國家並非永遠依照著統治階級的利益行動，即使是在這種情況發生時，也並非是國家的官員有意這樣做的，而是因為國家的「結構」位置安排會確保資本的長期利益能夠永遠支配這個社會。普蘭察斯對於馬克思主義作品的主要貢獻是「國家自主性」的概念，國家自主性的概念闡明並且指明了馬克思主義對於國家的概念。他的理論後來被稱為結構功能主義。

#### 多元論
新馬克思主義的理論在1960年代和1970年代的歐陸較具影響力，而多元論則在美國較具影響力。多元論學者羅伯特·達爾認為國家既非爭奪利益的競技場，亦非某些利益集团的代表機構。權力在社會的架構裡進行競爭，而國家政策則是週期性談判所製造的結果。雖然多元論承認不平等的存在，但他們宣稱所有團體都有機會向國家施壓。多元論認為國家的行為是由多頭政治和各種利益團體的壓力所產生的。

#### 制度主義
馬克思主義和多元論都認為國家是社會裡的團體的行動所造成的，例如階級或是利益團體。故學者批評這兩者是「以社會為中心」來了解國家，這些學者強調國家的自主性，但同時也重視社會的力量。
「新制度主義」主張人的行為是機構的基本模型，宣稱國家並非是一種「工具」或是「競技場」，也不會依照某種階級的利益而「運作」。接受這種理論的學者強調公民社會在經濟和國家之間的介入，以解釋國家形式的變化。
新制度主義在國家的理論上，主張國家是具有自主性的。換句話說，國家的公務人員有著他們自己的利益，而他們也會獨立的（也是與之衝突的）在社會裡追求扮演參與者的角色。由於國家控制了強迫的工具，並且使許多公民社會裡的團體必須倚賴著國家，國家的公務人員在一定的程度上也會對公民社會施加他們自己的偏好。
新制度主義者們宣稱擁護马克斯·韦伯的理論，通常會區分所謂的「強勢國家」與「弱勢國家」，主張國家免於受社會施加壓力的「相對自主性」決定了國家的權力大小—這種理論也在國際政治經濟的領域裡有一些支持者。

## 合法性
各國通常依賴於一個政治合法性，以保持他們對臣民的統治。

### 君權神授說
君權神授說是古代以宗教來主導政治時期君主為了鞏固自己的权力而提倡的一種法。即指自己是天神派遣下來凡間管治世人，是神在人間的代表，作為人民只可遵從君主的指示去做，不能反抗。這個說法在世界各地都曾出現過，在啟蒙時代後，人們思想開始由宗教指導中釋放出來，使這個說法的相信者變得越來越少。。

### 法理型權威
法理型權威是一種領導的形式。在這種形式下，一個組織的或政權的權威很大程度是與法制上的理性、合法性和科層制度連繫著的。根據這種分類的方法，二十世紀大多數的現代國家，皆以法理型權威的形態實行統治。
在社會學中，法理型權威的概念來自於馬克斯·韋伯的「三種統治形式」理論（這是其中一種社會學家用以為政府分類的其中一個方法）；相比法理型權威，另外兩種則為傳統型權威和感召型權威（又稱「卡里馬斯式權威」）。這三種統治形式都是韋伯心目中理型的例子；對他而言，歷史上該些形式都會以混合的情況出現。在傳統型權威中，權威的合法性來自於傳統。在感召型權威中，權威的合法性來自於統治者個人的人格及領導才能。而在法理型權威中，權威的合法性則來自法制及科層制度。

## 公民社會
由於在國家發展的過程中，各種部分的公民社會擁有越來越多接觸國家機構和發展公共政策的角色，國家的界線也越來越難以區分。國家的界線總是在改變著，舉例而言，如私有化、國有化、和新的管制機構的創立。半自治組織的本質經常含糊不清，在判斷他們究竟屬於公民社會還是國家的問題上，也引起政治學家之間的爭論。
在尤尔根·哈贝马斯論述公共领域的概念裡，他將公民社會定義為在國家制度之外的公共利益功能。相較之下早期的西方哲學家，如托马斯·霍布斯和黑格尔，則強調國家超越社會的地位。
一些馬克思主義的理论家，例如安東尼奧·葛蘭西，則全盤質疑在國家和公民社會之間的區分，他主張國家是由許多社會的部分所結合而成的。而路易·皮埃尔·阿尔都塞則主張公民社會的組織如教堂、学校、甚至是工会都是組成國家機構的一部分。因此，在一個國家的社會裡存在著許多團體，這些團體在原則上是自治的，但仍需依賴國家的支援。

## 國際系統

### 超國家主義
國際關係理論家通常假定世界上存在著國際系統，國家進行各自的策略盤算，推估其他國家可能採取的行動。從這個觀點來看，涉入國際系統的國家將會面臨外部和內部安全以及合法性的兩難困境。最近以來「國際共同體」一詞被用以稱呼那些建立了國際規則、常規、和制度的國家們，這些國家以此來引導他們之間的關係。國際法、外交、正式政權、和組織的根基也從這裡衍生。
20世紀後期，全球化的現象也引發了關於國家是否能保持主權的行動自由的爭論。全球化限制了國家在某些領域的行動自由，尤其是在西歐國家，最突出的例子是歐盟所進行的整合。

### 國際法
國家地位的法律標準是不明確的。通常這方面的法律都被政治情況所左右。不過，在1933年簽訂的蒙特維多公約經常被引述，這份公約的第一項條文聲明：
在國際法上的國家實體應該必須擁有以下條件：
- 固定的人口；
- 既定的國界；
- 政府；
- 與其他國家發展關係的能力。

## 延伸阅读
- 赵鼎新：〈国家合法性和国家社会关系 （页面存档备份，存于）〉。
- Ralph Miliband The State in Capitalist Society (1969)
- Charles Tilly The Formation of National States in Western Europe
- Robert Dahl, Modern Political Analysis
- Theda Skocpol, Bringing the State Back In
- Country from Collins English Dictionary – Complete and Unabridged © HarperCollins Publishers 1991, 1994, 1998, 2000, 2003
- Nation From Wikipedia, the free encyclopedia